# Vers-sur-Méouge
Pour les articles homonymes, voir Vers (homonymie) et Méouge (homonymie).
Vers-sur-Méouge est une commune française située dans le département de la Drôme, en région Auvergne-Rhône-Alpes.

## Géographie

### Localisation
La commune de Vers-sur-Méouge est située dans la Drôme provençale, au nord de Séderon (chef-lieu du canton).

### Hydrographie
La commune est arrosée par la Méouge qui marque sa frontière sud.
Elle est aussi arrosée par plusieurs des affluents de la Méouge :
- le Ravin de Caret ;
- le Ravin de Colombier ;
- le Ravin des Limites ;
- le Ravin des Mardéric ;
- le Ruisseau de Voluy.

Le Fontenil y a sa source.

### Climat
Pour des articles plus généraux, voir Climat d'Auvergne-Rhône-Alpes et Climat de la Drôme.
En 2010, le climat de la commune est de type climat méditerranéen altéré, selon une étude du Centre national de la recherche scientifique s'appuyant sur une série de données couvrant la période 1971-2000. En 2020, Météo-France publie une typologie des climats de la France métropolitaine dans laquelle la commune est exposée à un climat de montagne ou de marges de montagne et est dans la région climatique  Alpes du sud, caractérisée par une pluviométrie annuelle de 850 à 1 000 mm, minimale en été. 
Pour la période 1971-2000, la température annuelle moyenne est de 10,4 °C, avec une amplitude thermique annuelle de 16,7 °C. Le cumul annuel moyen de précipitations est de 986 mm, avec 7,6 jours de précipitations en janvier et 4,8 jours en juillet. Pour la période 1991-2020, la température moyenne annuelle observée sur la station météorologique de Météo-France la plus proche, « Séderon », sur la commune de Séderon à 4 km à vol d'oiseau, est de 9,7 °C et le cumul annuel moyen de précipitations est de 1 032,4 mm,. Pour l'avenir, les paramètres climatiques de la commune estimés pour 2050 selon différents scénarios d'émission de gaz à effet de serre sont consultables sur un site dédié publié par Météo-France en novembre 2022.

### Voies de communication et transports
La commune est accessible par la route départementale RD 546.
Elle est desservie par la ligne de bus no 43 (Laragne - Mévouillon).

## Urbanisme

### Typologie
Au 1er janvier 2024, Vers-sur-Méouge est catégorisée commune rurale à habitat très dispersé, selon la nouvelle grille communale de densité à 7 niveaux définie par l'Insee en 2022.
Elle est située hors unité urbaine et hors attraction des villes,.

### Occupation des sols
L'occupation des sols de la commune, telle qu'elle ressort de la base de données européenne d’occupation biophysique des sols Corine Land Cover (CLC), est marquée par l'importance des forêts et milieux semi-naturels (73,8 % en 2018), en diminution par rapport à 1990 (77 %). La répartition détaillée en 2018 est la suivante : 
forêts (35,1 %), milieux à végétation arbustive et/ou herbacée (27 %), zones agricoles hétérogènes (14,9 %), espaces ouverts, sans ou avec peu de végétation (11,6 %), terres arables (11,3 %). L'évolution de l’occupation des sols de la commune et de ses infrastructures peut être observée sur les différentes représentations cartographiques du territoire : la carte de Cassini (XVIIIe siècle), la carte d'état-major (1820-1866) et les cartes ou photos aériennes de l'IGN pour la période actuelle (1950 à aujourd'hui).

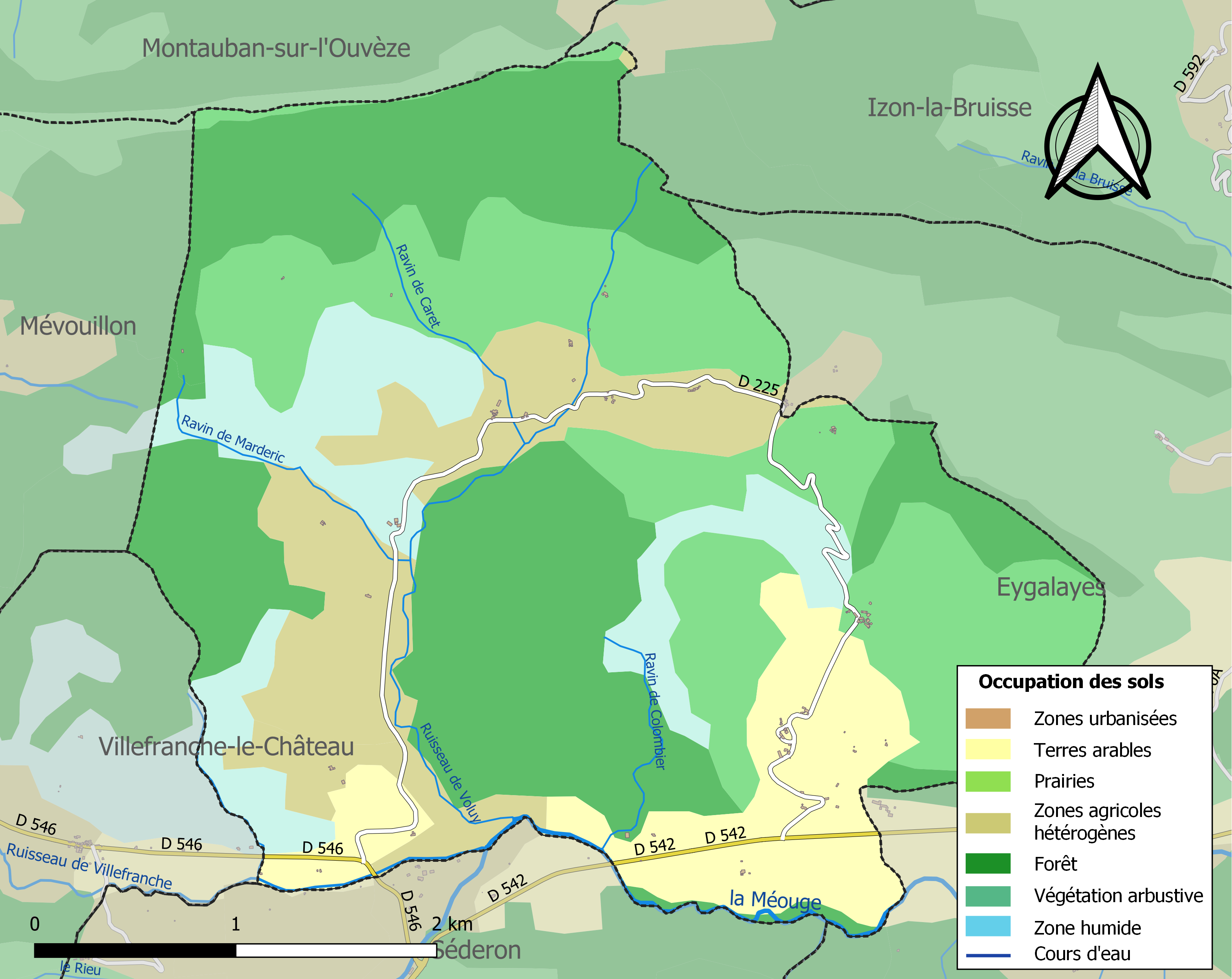
Carte des infrastructures et de l'occupation des sols de la commune en 2018 (CLC).

### Morphologie urbaine
Habitat disséminé.

### Logement
Les anciens occupants de la commune habitaient en haut d'une colline au pied de la montagne de Gonson. Ils ont ensuite déménagé et ont construit leurs maisons éparpillées dans le territoire. Les maisons sont très jolies (surtout au Plan) et hébergent de pacifiques fermiers.

## Toponymie

### Attestations
Dictionnaire topographique du département de la Drôme :
- 1247 : castrum de Verdis (cartulaire de Montélimar, 17).
- 1337 : castrum de Vers (A. Duchesne, Dauphins, 58).
- 1424 : dominus de Viridibus (cartulaire de Montélimar, 103).
- 1516 : mention de la paroisse : cura de Viridibus (pouillé de Gap).
- 1520 : mention de la paroisse : parrochia de Viridis (terrier de Mévouillon).
- 1891 : Vers, commune du canton de Séderon.

(non daté)[réf. nécessaire] : Vers-sur-Méouge.

## Histoire

### Préhistoire
Le territoire est occupé depuis la Préhistoire comme l'attestent les découvertes de matériel lithique sur le site néolithique dit du Voluy en 1971[réf. nécessaire].

### Antiquité: les Gallo-romains
Sont attestés deux villae gallo-romaines dans la plaine et une occupation au sommet du mont Gonson (sanctuaire ?)[réf. nécessaire].

### Du Moyen Âge à la Révolution
Autour de la motte castrale, s'installe le vieux village (habité jusqu'au XXe siècle)[réf. nécessaire].
La seigneurie :
- 1280 : la terre est acquise (par mariage) par les Mévouillon.
- 1293 : elle est léguée aux dauphins.
- 1377 : cédée aux Adhémar de la Garde.
- XVIe siècle : passe aux Porcelets.
- 1630 : vendue aux (du) Puy.
- Peu de temps après : passe (par mariage) aux La Tour-Gouvernet, derniers seigneurs.

Avant 1790, Vers était une communauté de l'élection de Montélimar, de la subdélégation et du bailliage du Buis.

Elle formait une paroisse du diocèse de Gap dont l'église, premièrement dédiée à saint Michel, le fut ensuite à saint Côme, et dont les dîmes appartenaient au prieur de Mévouillon qui présentait à la cure.

### De la Révolution à nos jours
En 1790, la commune est comprise dans le canton de Montauban. La réorganisation de l'an VIII (1799-1800) la place dans le canton de Séderon.
Entre 1918 et 1939, le vieux village cesse d'être habité[réf. nécessaire].

## Politique et administration

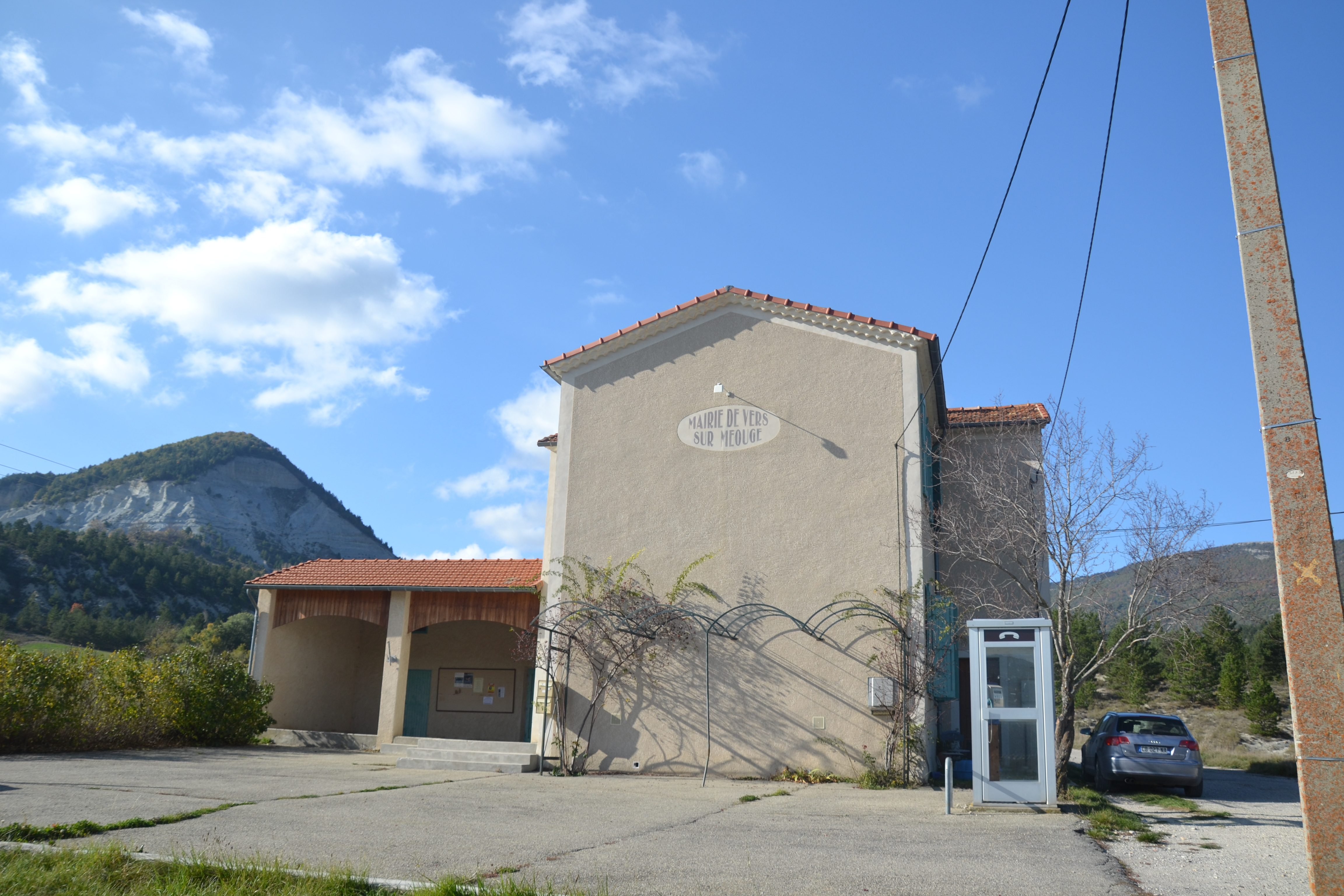
Mairie de Vers-sur-Méouge.

| Période                                  | Période                      | Identité                           | Étiquette | Qualité       |
| ---------------------------------------- | ---------------------------- | ---------------------------------- | --------- | ------------- |
| Les données manquantes sont à compléter. |                              |                                    |           |               |
| 1871                                     |                              | ?                                  |           |               |
| 1874                                     |                              | ?                                  |           |               |
| 1878                                     |                              | ?                                  |           |               |
| 1884                                     |                              | ?                                  |           |               |
| 1888                                     |                              | ?                                  |           |               |
| 1892                                     |                              | ?                                  |           |               |
| 1896                                     |                              | ?                                  |           |               |
| 1900                                     |                              | ?                                  |           |               |
| 1904                                     |                              | ?                                  |           |               |
| 1908                                     |                              | ?                                  |           |               |
| 1912                                     |                              | ?                                  |           |               |
| 1919                                     |                              | ?                                  |           |               |
| 1925                                     |                              | ?                                  |           |               |
| 1929                                     |                              | ?                                  |           |               |
| 1935                                     |                              | ?                                  |           |               |
| 1945                                     |                              | ?                                  |           |               |
| 1947                                     |                              | ?                                  |           |               |
| 1953                                     |                              | ?                                  |           |               |
| 1959                                     |                              | ?                                  |           |               |
| 1965                                     |                              | ?                                  |           |               |
| 1971                                     |                              | ?                                  |           |               |
| 1977                                     | 1983                         | Julien Paul                        |           |               |
| 1983                                     | 1989                         | Marcel Gay                         |           |               |
| 1989                                     | 1995                         | Marcel Gay                         |           | maire sortant |
| 1995                                     | 2001                         | Marcel Gay                         |           | maire sortant |
| 2001                                     | 2008                         | Marcel Gay                         |           | maire sortant |
| 2008                                     | 2014                         | Marcel Gay                         |           | maire sortant |
| 2014                                     | 2020                         | Alain Nicolas                      | DVD       | commerçant    |
| 2020                                     | En cours (au 1 janvier 2021) | Alain Nicolas[source insuffisante] |           | maire sortant |

### Politique environnementale
Un arrêté préfectoral organise l'utilisation de l'eau et des rivières, sur la commune et les communes voisines.
Les forêts communales sont gérées par l'ONF.

## Population et société

### Démographie
L'évolution du nombre d'habitants est connue à travers les recensements de la population effectués dans la commune depuis 1793. Pour les communes de moins de 10 000 habitants, une enquête de recensement portant sur toute la population est réalisée tous les cinq ans, les populations de référence des années intermédiaires étant quant à elles estimées par interpolation ou extrapolation. Pour la commune, le premier recensement exhaustif entrant dans le cadre du nouveau dispositif a été réalisé en 2008.

En 2022, la commune comptait 40 habitants, en évolution de −9,09 % par rapport à 2016 (Drôme : +2,64 %, France hors Mayotte : +2,11 %).
| 1793 | 1800 | 1806 | 1821 | 1831 | 1836 | 1841 | 1846 | 1851 |
| ---- | ---- | ---- | ---- | ---- | ---- | ---- | ---- | ---- |
| 247  | 115  | 260  | 273  | 260  | 252  | 260  | 260  | 253  |

| 1856 | 1861 | 1866 | 1872 | 1876 | 1881 | 1886 | 1891 | 1896 |
| ---- | ---- | ---- | ---- | ---- | ---- | ---- | ---- | ---- |
| 226  | 218  | 252  | 238  | 231  | 232  | 203  | 201  | 187  |

| 1901 | 1906 | 1911 | 1921 | 1926 | 1931 | 1936 | 1946 | 1954 |
| ---- | ---- | ---- | ---- | ---- | ---- | ---- | ---- | ---- |
| 188  | 195  | 166  | 125  | 116  | 106  | 99   | 88   | 84   |

| 1962 | 1968 | 1975 | 1982 | 1990 | 1999 | 2006 | 2008 | 2013 |
| ---- | ---- | ---- | ---- | ---- | ---- | ---- | ---- | ---- |
| 70   | 58   | 51   | 28   | 38   | 52   | 44   | 42   | 46   |

| 2018 | 2022 | - | - | - | - | - | - | - |
| ---- | ---- | - | - | - | - | - | - | - |
| 40   | 40   | - | - | - | - | - | - | - |

### Enseignement
La commune relève de l’académie de Grenoble.

### Santé
Le Centre Hospitalier le plus proche est celui de Sisteron, situé à 45 km, dans les Alpes-de-Haute-Provence.

### Manifestations culturelles et festivités
- Fête : le dimanche après le 22 septembre[2].

### Loisirs
- Pêche et chasse[2].

## Économie

### Agriculture

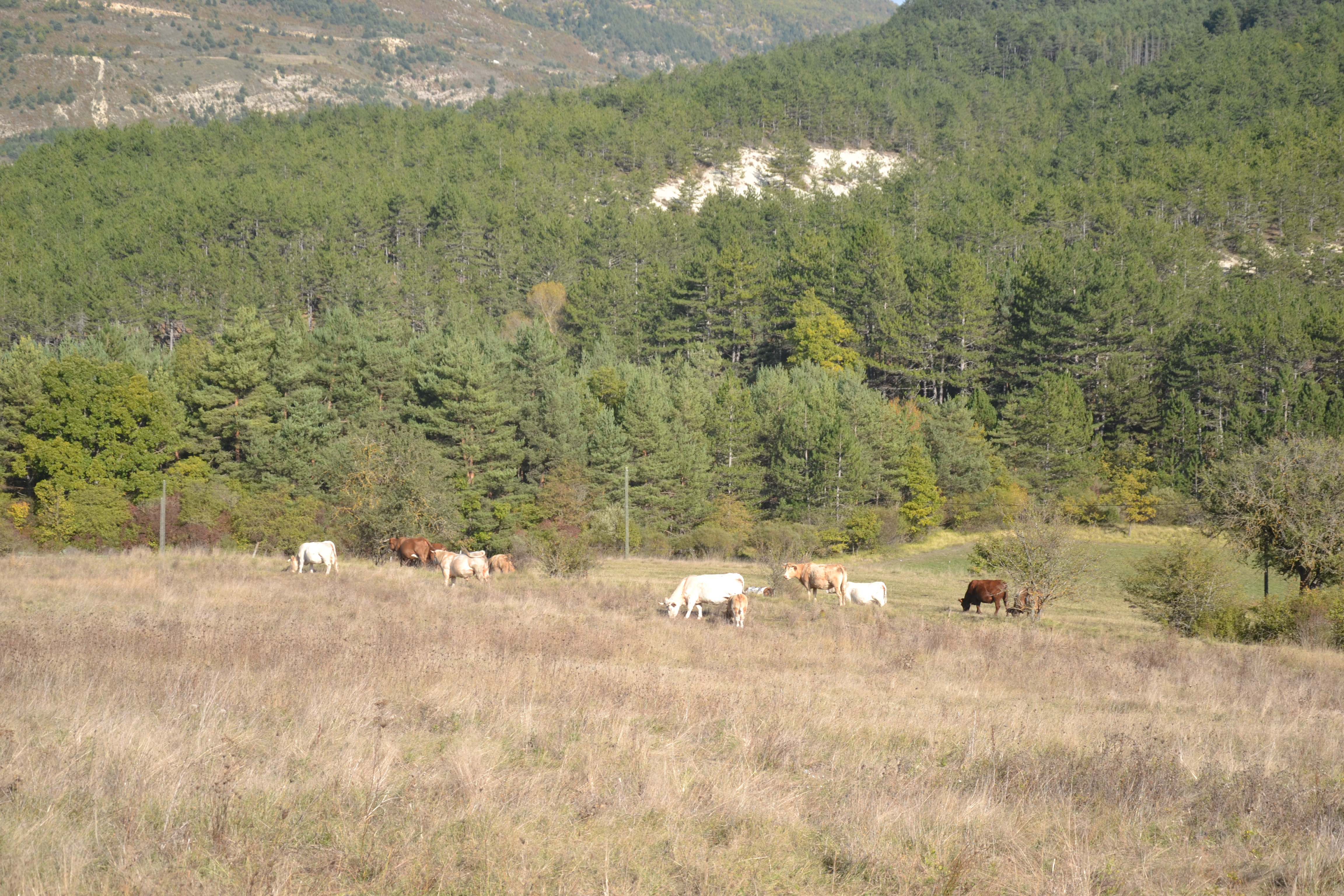
Vers-sur-Méouges, élevage.

En 1992 : bois (200 hectares de résineux), lavande, tilleul, pâturages (ovins, bovins), élevages (porcins, sangliers), apiculture (miel).

### Commerce et artisanat
- Atelier de création et réparation en coutellerie[23].

## Culture locale et patrimoine

### Lieux et monuments

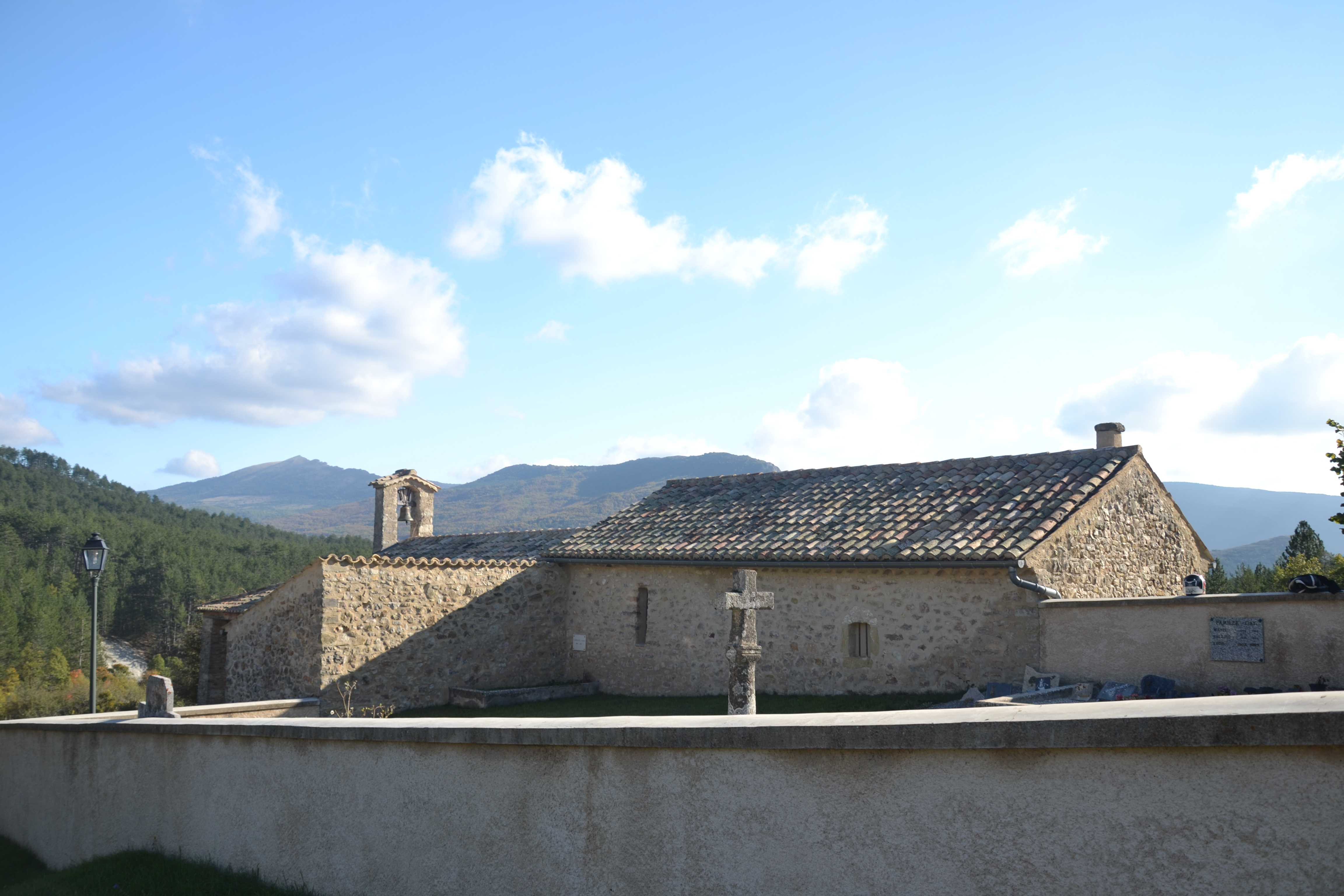
Chapelle Saint-Damien & Saint-Côme de Vers-sur-Méouge.

- Site du vieux village perché[2] : vestiges de la motte castrale, de l'église Saint-Michel et du cimetière[réf. nécessaire].
- Chapelle Saint-Côme et Saint-Damien (XIIe siècle) : une croix d'argent[2]. Elle a été reconstruite vers 1660 afin de devenir une chapelle de pèlerinage[24].

### Patrimoine culturel
- Artisanat d'art : poterie[2].

### Héraldique, logotype et devise
|  | Vers-sur-Méouge possède des armoiries dont l'origine et le blasonnement exact ne sont pas disponibles. |